# Чама
Чама е град и област в източната провинция на Замбия, известен с естествената си красота и неизползван потенциал. Спокойната река Луангва и разнообразната дива природа, обитаваща нейните обширни пейзажи, правят област Чама обещаваща дестинация за изследване. Отвъд своята живописна привлекателност, районът се откроява със своята история на развитие, ръководено от общността, прозрачно управление и стратегическо управление на ресурсите. Проучването на тази завладяваща област разкрива уникална динамика и инициативи, които заслужават допълнително внимание.
В област Чама, Замбия, демографският профил показва богато разнообразие от природни ресурси и нарастващо население. Покривайки 17 630 квадратни километра, това е най-големият район в Източната провинция с население от 130 891 според преброяването от 2010 г. Областта има годишен прираст на населението от 4,0%, което показва стабилен прираст на населението.
Област Чама е богата на природни ресурси, включително диви животни, река Луангва, дървета Мукула, дървета Мопани и ориз Чама, което допринася за неговото икономическо и екологично богатство. Областта е известна и с разнообразните си култури и дървесни видове, което подчертава потенциала на земеделието и горите. Разнообразният  пейзаж и богатството от ресурси правят област Чама значителна област на интерес..